# Thit Jensen
Marie Kirstine Dorothea Jensen, bedre kendt som Thit Jensen (født 19. januar 1876 i Farsø, død 14. maj 1957 i Bagsværd) var en dansk forfatter og foredragsholder, der gennem populære romaner og stor personlig gennemslagskraft belyste kvinders stilling i samfundet.
Som en af de første danske forfattere forstod hun at iscenesætte sig selv for at trænge igennem med sine budskaber om bl.a. ægteskab, erotik, prævention og abort. At hun overhovedet talte om sådanne tabubelagte emner skabte stor modstand i hendes samtid, men var også med til at ændre holdningen i samfundet.

## Liv og forfatterskab
Hun voksede op i et dyrlægehjem som den 4. ældste i en søskendeflok på tolv. Blandt dem var Johannes V. Jensen, der som Thit brugte sine kunstneriske evner. Forholdet mellem de to søskende blev i deres voksne liv modsætningsfyldt. Deres forældre var begge stærke og inspirerende personligheder. Faderens interesse for spiritisme smittede af på Thit Jensen, som troede på reinkarnation. Men også moderens mange fødsler fik betydning for Thit Jensens holdning til moderskabet. Under en fødsel fik moren Marie Kirstine sprængt begge trommehinder og blev svært tunghør. En anden fødsel påførte hende så svær en rygskade, at hun måtte bære et tungt jernkorset, der ødelagde hendes hofter. Marie Kirstine var den første danske kvinde, der nægtede at lade sig fremstille i kirken efter en fødsel. Dengang skulle den afkræftede barselkone stå i kirkedøren og vente, til det passede præsten at forlade prækestolen og løse hende fra den urenhed, fødslen havde påført hende. Thit Jensen fortæller om sin mor: "Når hun træt og fortvivlet over de mange svangerskaber (...) gik på loftet og så på tværbjælkerne, og kom ned igen med fornyet herredømme over sig selv, så var det det selvstændige, der havde sejret. Hun sagde en gang til mig med tårer i øjnene: "Jeg vil at mine børn skal kunne sige, hvad deres mor døde af. Jeg vil." Ellers var hendes holdning til børnene noget ubehagelig. Da broren en gang fik en lidt uheldig kæreste, forsvarede Thit Jensen pigen med, at hun dog gjorde broren lykkelig. Moren svarede: "Jeg har ikke opdraget mine børn til at blive lykkelige, men til at blive dygtige. Så kommer det andet nok." Da Thit Jensen ikke brød sig om at få fløde i sin te, satte moren hende på plads: "Du bruger fløde, for det gør alle andre mennesker, jeg skal ikke have noget af at have originale børn." Hun bebrejdede også datteren hendes "skrivenykker", for hendes døtre skulle ikke emancipere sig med skriveri. Thit Jensen måtte så gå med papir og blyant skjult i sine langskaftede støvler.
Der var 12 børn i hjemmet og aldrig ro. Thit Jensen flikkede derfor en bænk sammen, som hun stillede på Farsø kirkegård på sin lillesøster Annas grav. Derhen søgte hun, når hun måtte have fred, og som 12-årig mente hun at have mødt en død her, en gammel bonde, der nærmede sig hende forsigtigt. Hun var siden overbevist spiritist, mente at stå i kontakt med afdøde familiemedlemmer og var også et skrivende medium. Da hun blev opfordret til at skrive en biografi om Margrete 1., forklarede hun, at Margrethe ikke ville: "Det endte med, at mit halvfærdige manuskript blev ødelagt ved en ildebrand, efter mange andre genvordigheder! Ingen har kunnet skrive den! For hun vil ikke! (...) Derimod går der en person i rummet og taler til mig, for han vil skrives. Det er Filip den onde af Spanien. Men det vil jeg ikke! Jeg vil ikke skrive om onde mennesker."
Thit Jensen debuterede med romanen To Søstre i 1903. Som ung pige kaldtes hun "Himmerlands skønhed". Omkring år 1900 flyttede hun til København for at skrive om tidens problemer. Hun fik et pulterkammer i Ole Suhrs Gade gratis mod at servere morgenkaffe og gå ærinder. Hun fik en skive rugbrød og et glas mælk – hendes eneste daglige måltid gennem flere år, til hun radmager og afkræftet fik sin første roman antaget. Herefter udgav hun en strøm af bøger. De første var kvindepolitiske, de senere historiske. Hendes engagement i samfundsforhold bragte hende rundt i landet på foredragsvirksomhed. Blandt hendes mærkesager var frivilligt moderskab og kvinders ligeret. Hun var så lille af vækst, at hun måtte stå på en telefonbog på talerstolen. Men hun imponerede ved sit vid. En gang råbte en tilhører om historen om Adam og Eva: "Og dermed sørgede kvinden for, at den første synd kom ind i verden!" Thit Jensen replicerede straks: "Javist, men da Adam skød skylden på Eva, kom den første kujon ind i verden!" En af hendes hårdeste modstandere var professor K. Wieth-Knudsen. En gang råbte hun til ham: "Nu går De for vidt, Wieth!". Han råbte tilbage: "Det gør De så tit, Thit!"
Hendes indsats for børnebegrænsning forargede borgerskabet, der i tre år ville have hende strøget af Finansloven. Forfatterforeningens bestyrelse protesterede i 1929 gennem Ritzau, men det var statsminister Stauning, der til sidst afgjorde sagen i Rigsdagen ved at udtale, at Thit Jensen jo ikke var angrebet for sine litterære kvaliteter, og det var for dem, hun var på Finansloven. Hun har selv fortalt om de hadefulde angreb, hun kom ud for: "Mit renommé var som en drages, og hvad jeg kom ud for og måtte bide i mig, vil ingen tro muligt nu. Jeg måtte skjule mig bag en avis i et kupéhjørne, for mennesker gik ustandseligt forbi ude i korridoren, grinede og fnisede, pegede som om de aldrig i deres liv havde været ude for opdragelse. På et hotel i Fredericia blev jeg anmodet om at flytte; de handelsrejsende truede med at forlade hotellet, hvis jeg var der. I en lille by i Nørrejylland gik jeg fra foredraget, og sten susede ind mellem mine ben, og højlydt råbte man: "Der går svinet..." Præstefruer satte store annoncer i aviserne med advarsel til kvinder om, for deres sjæls frelses skyld, ikke at gå til mine foredrag."
Hun blev i 1912 gift med kunstmaleren Gustav Fenger; ægteskabet blev opløst ved skilsmisse i 1918. Fenger var 11 år yngre og forlod hende til fordel for hendes bedste veninde. For at gennemleve smerten tegnede Thit Jensen med kridt en lem på sit stuegulv og forestillede sig, at hun spærrede Fenger inde i hullet under lemmen og satte en krog på. Når minderne overvældede hende, stillede hun sig på lemmen og råbte: "Krogen ER sat på!" Hun skrev romanen "Den erotiske hamster" (om sit havarerede ægteskab, udgivet 1919) med budskabet "hav aldrig nære veninder". Thit Jensen var meget jordnær i sin opfattelse af livets realiteter: "Vi gør allesammen foragtelige ting for at leve – det må være, fordi der er en magt, der er stærkere end os, der får os til det..." for "det koster at leve – ikke penge alene – hver dags liv koster en sum af ens sjæl..."
I 1927 rejste Thit Jensen til New Zealand og Australien.
I Wellington mødte hun på biblioteket en mand, der til forveksling lignede H.C. Andersen.[kilde mangler]
Han fortalte, at hans far faktisk havde været skomager i Odense, og hans mor skulle være i slægt med H.C. Andersens mor. Selv skrev han også eventyr. Thit Jensen oversatte flere af dem til dansk og fik dem trykt i Berlingske Tidendes søndagstillæg 1927-28.[kilde mangler]
Hun var æresmedlem i Dansk Forfatterforening fra 1940, Dansk Husmoderforening fra 1946 og Spiritistisk Mission fra 1954. Da hun talte for Missionen i Danielskirken om "Hvad kan vi give menneskene at leve på?" I februar 1954 var tilstrømningen så stor, at politiet måtte rykke ud for at regulere færdslen – ligeså, da hun talte i Studenterforeningen.

## Udvalgte værker
- 1903 – To Søstre
- 1904 – Familjen Storm
- 1905 – Martyrium
- 1907 – Prins Nilaus af Danmark
- 1913 – Højeste Ret
- 1915 – Stærkere end Tro
- 1916 – Jydske Historier
- 1918 – Gerd – det tyvende Aarhundredes Kvinde
- 1919 – Den erotiske Hamster
- 1924 – Frivilligt Moderskab
- 1925 – Aphrodite fra Fuur: den moderne kvindes udviklingshistorie
- 1926 – Børnebegrænsning. Hvorfor – hvordan?
- 1929 – Storken
- 1931 – Jørgen Lykke: rigens sidste ridder
- 1934 – Nial den Vise
- 1936 – Stygge Krumpen
- 1940-53 – Romanserien: Valdemar Atterdag, Drotten, Rigets arving og Atter det skilte
- 1950 – Erindringerne: Hvorfra? Hvorhen?
- 1954 – Den sidste Valkyrie

Den erotiske hamster blev genudgivet i 2018 med forord af Suzanne Brøgger.

## Priser
- 1930 - Drachmannlegatet
- 1949 - Den Kongelige Belønningsmedalje i guld
- 1954 - Dannebrogordenen